# Jean Salliard du Rivault
Pour les articles homonymes, voir Rivault.
Jean Salliard du Rivault (Jean Salliard Bouthet du Rivault dit) né le 29 août 1893 à Saint-Gaudent (Vienne) et mort le 14 avril 1969 à La Forêt-sur-Sèvre (Deux-Sèvres) est un homme politique Français.

## Biographie

### Famille
Jean-Joseph-Édouard Salliard est né le 29 août 1893 à Saint-Gaudent (Vienne), fils de François-Étienne Salliard et de Lucie Bouthet du Rivault,. Adopté par Catherine Marie Hélène Bouthet du Rivault suivant arrêt de la cour d'appel de Poitiers du 29 novembre 1920, son nom de famille devient Salliard Bouthet du Rivault.
Il épouse à Montravers le 5 avril 1921 Marguerite Françoise Mélanie Savary de Beauregard,.

### Études
Docteur en droit de la faculté de droit de Poitiers, il est inscrit avocat au barreau de la Cour d’appel de Poitiers.

### Carrière politique
Il adhère en 1932 au mouvement Croix-de-Feu. 
Élu en 1919 maire de La Forêt-sur-Sèvre, il conserve sa fonction pendant l'occupation. Il ne recouvre son mandat de maire qu’en 1947. Il est conseiller général des Deux-Sèvres de 1955 à 1967.
Mandats parlementaires :
- 17 juin 1951 - 1er décembre 1955 : Député de la 3e circonscription des Deux-Sèvres sous l'étiquette Indépendant paysan.
- 2 janvier 1956 - 8 décembre 1958 : Député de la 3e circonscription des Deux-Sèvres sous l'étiquette CNIP.
- 30 novembre 1958 - 9 octobre 1962 : Député de la 3e circonscription des Deux-Sèvres

Il s'oppose à l’investiture de Pierre Pflimlin le 13 mai 1958, et vote celle du Général de Gaulle le 1er juin. 
Élu membre de la Commission des lois de 1959 à 1962, il est également juré titulaire de la Haute-Cour de Justice. Jusqu’en 1962, il soutient le régime gaulliste, et accorde le 2 février 1960 les pouvoirs spéciaux au gouvernement. Mais le 11 mai 1960, il vote contre la modification du Titre XII de la Constitution, puis le 27 avril 1962 ne prend pas part au vote sur le programme du gouvernement Pompidou. Il vote contre la levée de l’immunité parlementaire de Georges Bidault le 5 juillet 1962, et  pour la censure du gouvernement le 4 octobre 1962. La question de l’indépendance de l'Algérie le pousse dans l’opposition déterminée au régime gaulliste. 
Après son retrait de la vie politique en tant que député en 1962, il renonce à siéger au Conseil général des Deux-Sèvres en 1967 et à la présidence de la Commission de développement de la région Poitou-Charente.
Il meurt le 14 avril 1969 à La Forêt-sur-Sèvre (Deux-Sèvres).

## Décorations
- Croix de guerre 1914-1918
- Chevalier de la Légion d'honneur

## Hommages
- Rue du Président Salliard du Rivault & Rue Salliard du Rivault à la Forêt-sur-Sèvre
- Rue Jean Salliard du Rivault à Saint-Marsault
- Rue Salliard du Rivault à Courlay
- Allée Salliard du Rivault à Cerizay
- Une école porte son nom[réf. nécessaire]